# 農業調整法
農業調整法（のうぎょうちょうせいほう、英: Agricultural Adjustment Act, 略称：AAA）は、アメリカ合衆国の連邦法で、アメリカ大統領であったフランクリン・ルーズベルトが実施したニューディール政策の重要立法である。1933年に制定。
補助金と引き換えに農業生産を制限し、過剰生産物は政府が買い上げるなどして、農産物価格を安定させ、農民の救済と購買力回復を目指した。違憲判決を受けたが手直しをして第二次農業調整法が制定。